# イバン・ドゥケ
イバン・ドゥケ・マルケス（Iván Duque Márquez、1976年8月1日 - ）は、コロンビアの政治家、銀行家、弁護士。同国大統領（第58代）。前共和国議会上院議員。

## 生い立ち
1976年にコロンビアの首都ボゴタに生まれる。父イバン・ドゥケ・エスコバルはアンティオキア県知事や鉱山エネルギー相を務めた政治家。2000年にセルヒオ・アルボレダ大学に進学し法律の学位を取得。その後アメリカに留学しアメリカン大学にて修士号を取得。さらに、公共政策経営学の修士号をジョージ・ワシントン大学にて取得。
2001年から2013年にかけて米州開発銀行にて勤務。2010年から2011年にかけてアルバロ・ウリベ大統領のアドバイザーを務める。

## 政治家として
2014年に共和国議会上院議員に保守政党 中央民主党から出馬し当選。
2018年の大統領選挙に中央民主党候補として出馬し、決選投票では元左翼ゲリラのグスタボ・ペドロを得票率53.98%で破り当選。
2018年8月7日にコロンビア大統領に就任。1期4年務め2022年8月7日に退任した。